# Leuscherath
Leuscherath ist ein Ortsteil der Gemeinde Much im Rhein-Sieg-Kreis.

## Lage
Leuscherath liegt auf den Hängen des Bergischen Landes. Nachbarorte sind Niederbech im Osten und Oberbonrath im Westen.

## Geschichte
Leuscherath wurde 1378 erstmals urkundlich erwähnt.

### Burg
Erstbesitzer war damals Johann von Gevertzhagen. Zu der kleinen Burg, die heute nicht mehr besteht, gehörten damals ein Hof in Niederbonrath und eine Mühle.
1652 wurde die Burg als adeliges Rittergut in den Ritterzettel des Herzogtums Berg ausgenommen, wodurch Anspruch auf einen Sitz im Landtag bestand.
1650 war Adolf von Katterbach, Amtmann von Porz Eigentümer, dann Schwiegersohn Matthias von Nagel und dessen Nachkommen (1651–1802). Danach folgten bürgerliche Eigentümer.

### Dorf
1901 hatte der Weiler Leuscherath 24 Einwohner. Verzeichnet waren die Haushalte Peter Alefelder, Anna Bergbach, Anna Catharina Bergbach, Heinrich Josef Heimann, Witwe Heinrich Hess, Heinrich Josef Hess und Peter Josef Hess sowie Witwe Peter Josef Schmitz. Alle im Dorf waren damals Ackerer.